# بخش استوک (شهرستان نوبل، اوهایو)
بخش استوک (به انگلیسی: Stock Township) یک منطقهٔ مسکونی در ایالات متحده آمریکا است که در شهرستان نوبل، اوهایو واقع شده‌است.
 بخش استوک ۶۳٫۸ کیلومتر مربع مساحت و ۳۸۳ نفر جمعیت دارد و ۳۰۵ متر بالاتر از سطح دریا واقع شده‌است.